# Maria Teresa Meli
Maria Teresa Meli (Roma, 11 agosto 1961) è una giornalista italiana.

## Biografia
Inizia la sua carriera da giornalista collaborando con Il Messaggero e poi su Adnkronos fino al 1992 per passare successivamente a Il Giorno e poi a La Stampa, dove è rimasta per circa dieci anni.  
Dal 2003 lavora al Corriere della Sera. 
Nel 2000 affianca Gad Lerner alla conduzione del programma televisivo Pinocchio
È stata ospite di vari programmi come TG1 e L'infedele, Omnibus, L'aria che tira, Agorà.